# Jean-Jacques Favier
Jean-Jacques Favier (Kehl, 13 de abril de 1949 – 19 de março de 2023) foi um astronauta francês.

## Biografia
Formado em engenharia, metalurgia e física em Grenoble, foi qualificado como especialista de carga pela Agência Espacial Francesa (CNES) e um dos principais investigadores de mais de dez experiências científicas espaciais em colaboração com a ESA, NASA e a Agência Espacial Russa (Roskosmos).
Favier foi ao espaço em junho de 1996 na STS-78 Columbia, uma missão de dezesseis dias para experiências de apoio a vida e microgravidade com o Spacelab. A missão incluiu estudos patrocinados por dez nações e cinco agências espaciais e foi a primeira a combinar experiências completas sobre a microgravidade com uma investigação compreensível da ciência da vida no espaço, servindo como modelo para futuros estudos que seriam realizados na Estação Espacial Internacional.
Favier morreu em 19 de março de 2023, aos 73 anos.